# Herman Cain
Pour les articles homonymes, voir Cain (homonymie).
Herman Cain, né le 13 décembre 1945 à Memphis (Tennessee) et mort le 30 juillet 2020, est un homme d'affaires, éditorialiste et homme politique américain, membre du Parti républicain. Proche de l'aile droite du parti, il est parfois associé au mouvement du Tea Party.
Candidat aux primaires républicaines en vue de l'élection présidentielle américaine de 2012, il défend des idées libérales sur le plan économique et conservatrices sur le plan sociétal. Face à des accusations de harcèlement sexuel, il se retire de la course présidentielle.

## Biographie

### Famille et études
Herman Cain naît à Memphis dans une famille afro-américaine. Il grandit à Atlanta, en Géorgie. Son père, Luther Cain, cumule trois emplois, dont celui de chauffeur de Robert Woodruff, PDG de Coca-Cola, pendant les années 1930. Sa mère était femme de ménage.
Il est titulaire d'une licence de mathématiques obtenue au Morehouse College en 1967 et d'un master d'informatique obtenu à Purdue University en 1971.
À 22 ans, en 1968, il se marie à Gloria Etchison. Il est père de deux enfants.
En 2006, il est atteint d'un cancer du côlon stade 4 métastasé avec de faibles chances de survie et commence une chimiothérapie. Il est ensuite en rémission.

### Carrière brillante dans le monde des affaires
Après son master, Herman Cain entre chez Coca-Cola en tant qu'analyste informatique, puis devient cadre supérieur pendant une dizaine d'années. Il entre alors chez Burger King en 1982 où il devient directeur de près de 400 restaurants dans la région de Philadelphie, et obtient d'excellent résultats en tant que manager. Il décroche alors le poste de PDG de Godfather's Pizza en 1986, une chaîne de restauration rapide au bord de la faillite appartenant à la maison-mère de Burger King. Il fait fermer près de 200 restaurants et supprime des milliers d'emplois afin de restaurer la rentabilité de la chaîne, puis la rachète à Burger King en 1988. Parallèlement, il devient président de la branche d'Omaha de la FED Kansas City (elle-même une branche de la FED, la banque centrale des États-Unis) de 1989 à 1992, puis vice-président de la FED Kansas City de 1992 à 1994 et enfin président de la FED Kansas City de 1994 à 1996.
En 1996, il quitte Godfather's Pizza et est alors élu président de la National Restaurant Association (NRA), l'un des lobbys de restaurateurs les plus puissants des États-Unis avec près de 380 000 membres. Sous son mandat jusqu'en 1999, la NRA milite pour la baisse du salaire minimum, la baisse de l'alcoolémie autorisée pour conduire ou encore l'autorisation de fumer dans tous les restaurants.
Il est également membre des conseils d'Administration de plusieurs grosses entreprises comme Aquila, Nabisco, Whirlpool, Reader's Digest ou AGCO.
De 2008 à 2011, il anime un talk-show sur une radio locale d'Atlanta, WSB. En février 2013, il annonce qu'il rejoint la chaîne de télévision Fox News en tant que contributeur.

### Parcours politique

#### Débuts
Parallèlement à sa carrière d’homme d’affaires, Herman Cain se lance dans la politique en défendant des idées économiquement libérales et sociétalement conservatrices. Membre du parti Républicain, il s'oppose fermement au président démocrate de l'époque Bill Clinton, et notamment à sa réforme de la santé en 1993. Il devient ensuite le principal conseiller économique du candidat républicain Bob Dole à la présidentielle de 1996, finalement battu par Clinton.

#### Candidature aux primaires républicaines de 2000
Il est l'un des petits candidats à la primaire républicaine en vue de l'élection présidentielle américaine de 2000. Il retire sa candidature pour soutenir le conservateur Steve Forbes, rédacteur en chef du célèbre magazine économique Forbes. Lorsque ce dernier n'obtient que 0,84 % des voix à la primaire, il soutient alors le vainqueur et futur président des États-Unis George W. Bush face à Al Gore.

#### Élections sénatoriales de 2004
En 2004, Herman Cain se lance dans la course à la candidature républicaine au poste de sénateur de Géorgie. Il se présente à la primaire face à Johnny Isakson en s'opposant notamment à l'avortement. Il termine finalement deuxième de la primaire avec 26,2% des voix, derrière Isakson qui obtient 53,2 % et devient sénateur dans la foulée en battant largement la démocrate Denise Majette.
Après cet échec électoral, il devient membre du puissant lobby libéral-conservateur Americans for Prosperity, qui défend la baisse massive des impôts.

#### Candidature aux primaires républicaines de 2012

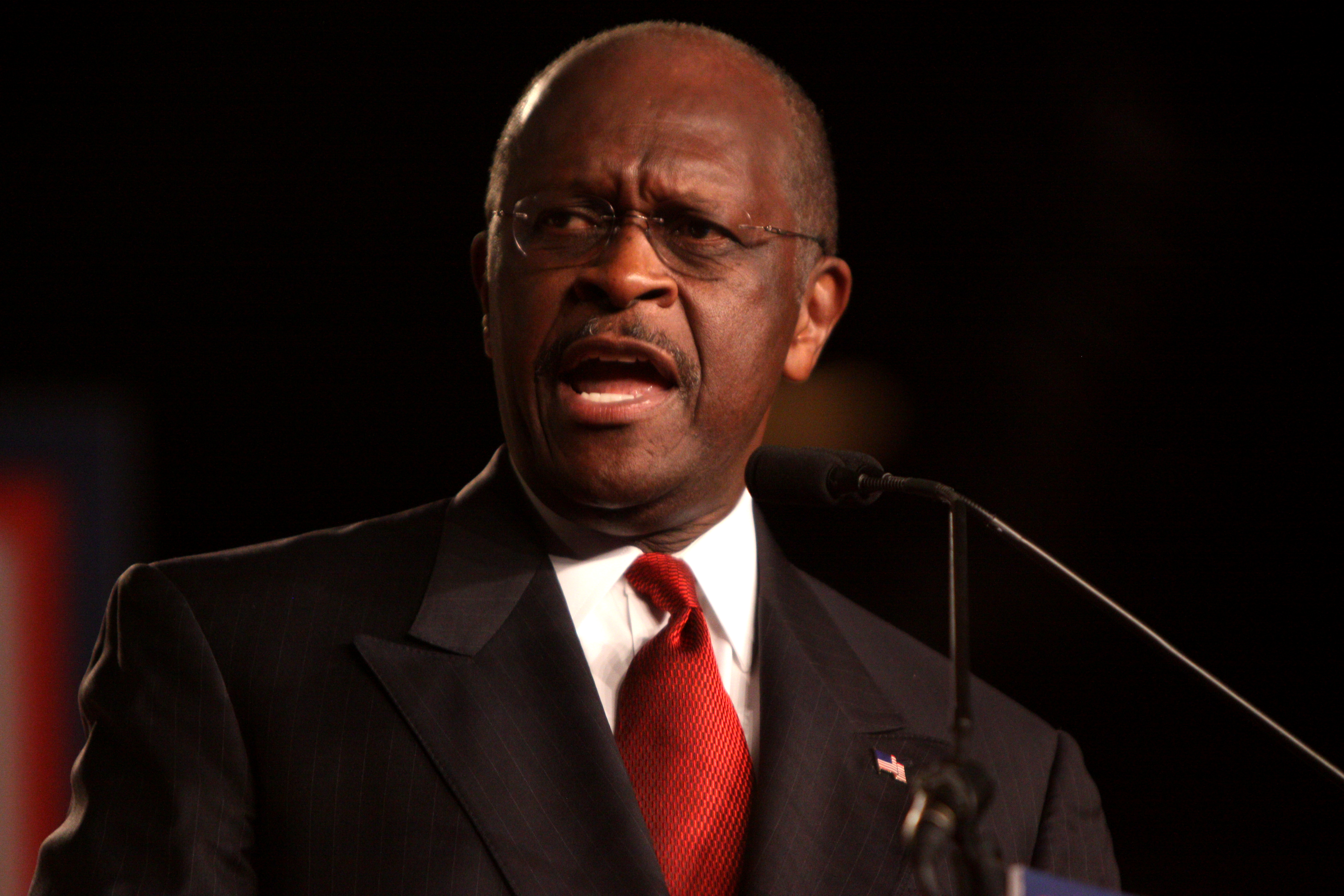
Herman Cain à la Conservative Political Action Conference de 2011.

D'abord considéré comme un candidat n'ayant pas de réelle chance de s'imposer à la primaire républicaine en vue de l'élection présidentielle américaine de 2012, Herman Cain rattrape son retard à partir de septembre 2011, et talonne le favori des sondages Mitt Romney le mois suivant, puis le devance. Conservateur, il séduit le mouvement Tea Party tout en faisant vibrer la fibre américaine sensible aux parcours de self-made man, Herman Cain étant parti de rien au début de sa carrière entrepreneuriale. Le slogan de sa campagne est « 9-9-9 » : il vise en effet à « ramener à 9 % les taux d'imposition sur la consommation, les bénéfices des entreprises et les revenus des particuliers, quels qu'ils soient ». Il se prononce en faveur de la simulation de noyade, pourtant considérée comme de la torture, et affirme nécessaire de « réévaluer » les relations avec le Pakistan, dont « il n'est pas clair » s'il est un ami ou un ennemi des États-Unis.
Cependant, il est de plus en plus considéré comme un candidat peu sérieux, notamment à cause d'un certain manque de connaissances en matière de politique étrangère. De plus, des accusations de harcèlements sexuels émanant de plusieurs femmes ayant sollicité une aide à la recherche d'emploi auprès d'Herman Cain, le mettent en cause,, ce qui contribue à la baisse des intentions de vote en sa faveur. Ces accusations et ses « bourdes » devant les journalistes le poussent à abandonner la campagne le 3 décembre 2011. Il décide ensuite d'apporter son soutien à Newt Gingrich face à Mitt Romney, puis à ce dernier face à Barack Obama.

#### Après 2012
Lors de l'élection présidentielle de 2016, il soutient Donald Trump et appelle l'état-major du Parti républicain à en faire de même en raison de la capacité du candidat à séduire des électeurs au-delà de l’électorat traditionnel du parti. Après que Trump a annoncé vouloir empêcher l'entrée de nouveaux immigrants musulmans sur le territoire américain, Herman Cain le défend à nouveau et réfute les accusations de racisme contre celui-ci.
En 2018, Donald Trump envisage un temps de le nommer à la tête de la Réserve fédérale des États-Unis (FED) dans l’optique de réorienter la politique de la banque centrale américaine. Cependant, face aux réticences de plusieurs sénateurs républicains, le président abandonne l’idée de sa nomination.
Durant la pandémie de Covid-19 aux États-Unis, il se déclare contre le port des masques de protection. Il participe notamment au premier meeting de campagne de Donald Trump à Tulsa, Oklahoma, le 20 juin 2020, sans masque. Neuf jours plus tard, il annonce avoir contracté le virus. Il meurt le 30 juillet suivant des suites de cette maladie. À partir d’octobre 2020, la récompense ironique Herman Cain Freedom Award est décernée par des internautes aux personnes mortes de la Covid qui se sont fait publiquement remarquer pour leur minimisation de la maladie, de l'utilité des masques ou des vaccins.